# Petrine

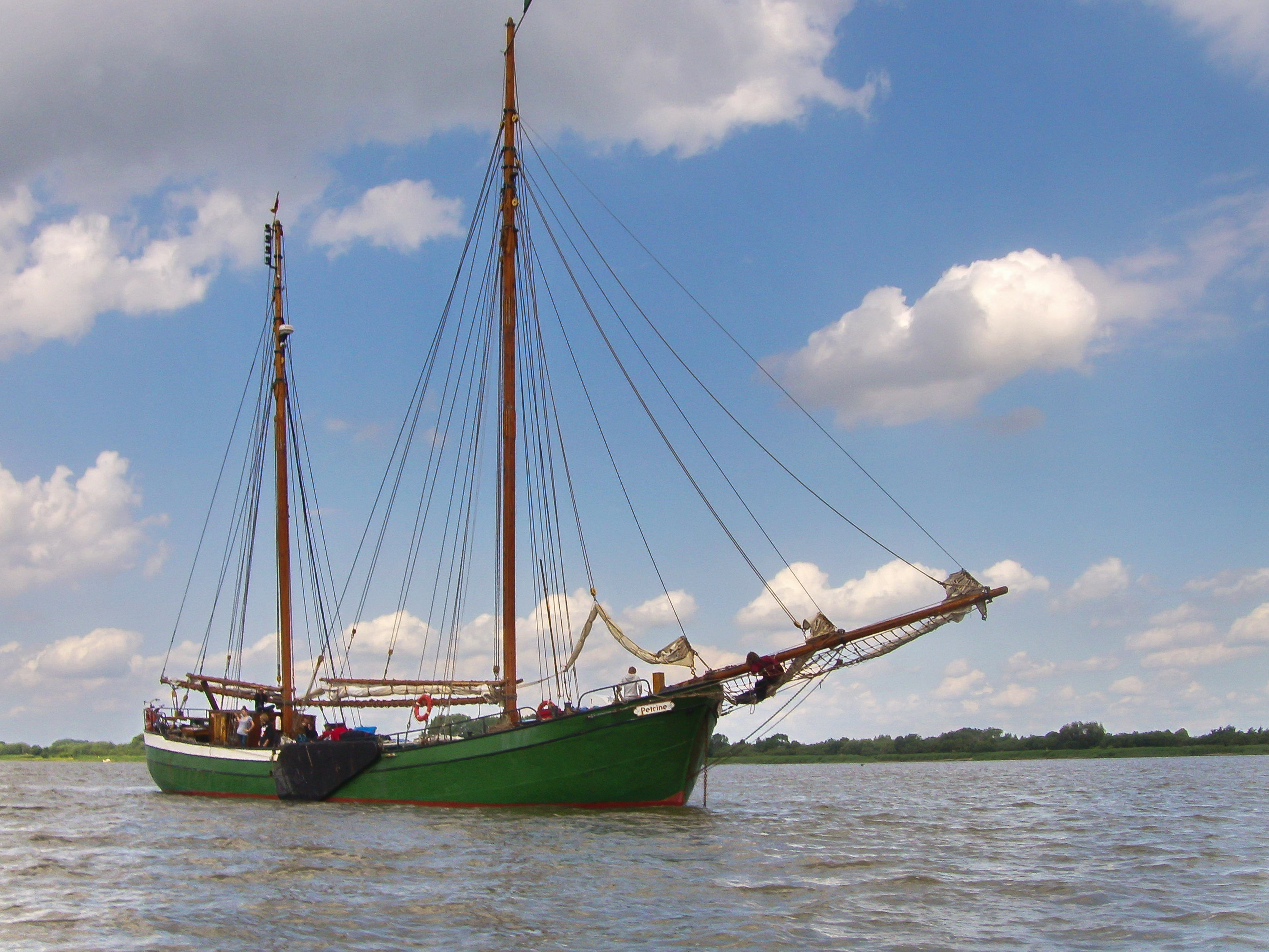
Die Petrine auf der Elbe vor Kollmar im Juni 2011

Die Petrine  ist ein See-Ewer, die 1909 in Moorrege an der Pinnau vom Stapel lief und heute als Traditionsschiff unter deutscher Flagge segelt.

## Geschichte
Das Schiff wurde auf der Jacobs-Werft in Moorrege gebaut. Anfang des 20. Jahrhunderts wurde bei vielen Werften von Holzbau auf Stahlbau umgerüstet, so dass auch die Petrine bereits einen Stahlrumpf besitzt. Der Schipper Peter Bobsien gab die Petrine als Frachtschiff in Auftrag. 1909 war die Petrine einer der größten Ewer ihrer Zeit. Die Nutzlast betrug 64 Tonnen. 1919 wurde das Schiff an einen dänischen Eigner verkauft und in Edelgaard umbenannt. 1924 erhielt die Edelgaard ihren ersten Hilfsmotor, einen Glühkopfmotor der Firma Deutsche Eisenwerke AG der 31 PS leistete. Ein weiterer Verkauf im Jahre 1926 und die Umbenennung zur Olga schloss sich an. Das Schiff wurde in dieser Zeit überwiegend zum Transport von Steinen eingesetzt. 1932 wurde die alte Maschine durch eine leistungsstärkere mit 56 PS ersetzt. Nach einem weiteren Verkauf im Jahre 1956 wurde das Schiff in Svenia umbenannt und erhielt 1959 einen nochmals stärkeren Motor mit 100 PS, der auch heute noch als Antrieb dient. Bereits 1969 erfolgte ein erneuter Wechsel des Eigners mit einer weiteren Umbenennung in Tove Anette. Kurze Zeit später nach einem weiteren Eigner- und Namenswechsel zur Hejmakej sollte das Schiff 1980 zunächst verschrottet werden. Jedoch übernahm Hartwig Schröder das auf Petrine umbenannte Schiff und restaurierte den Segler zum Passagierschiff und der Originalbesegelung als gaffelgetakelter See-Ewer.
Die Petrine gilt als Traditionsschiff nach der Sicherheitsrichtlinie für Traditionsschiffe.